# Ostřice liščí
Ostřice liščí (Carex vulpina, syn. Vignea vulpina), je druh jednoděložné rostliny z čeledi šáchorovité (Cyperaceae). Někdy je udávána také pod jménem tuřice liščí.

## Popis
Jedná se o rostlinu dosahující výšky nejčastěji 30–100 cm. Je vytrvalá a trsnatá s krátkými oddenky. Listy jsou střídavé, přisedlé, s listovými pochvami. Lodyha je křídlatě trojhranná, drsná, stejně dlouhá nebo delší než listy. Čepele listů jsou asi 4–9 mm široké, uprostřed žlábkovité. Pochvy dolních listů se rozpadají na černavá vlákna. Tím se liší od podobné ostřice Otrubovy, která má dolní pochvy nerozpadavé, nebo když se přece jen trochu rozpadají, pak jsou vlákna hnědá a ne černá. Na bázi listové čepele je jazýček, který je asi 2–6 mm dlouhý, tupý až uťatý. Je to jeden z nejdůležitějších rozpoznávacích znaků od ostřice Otrubovy, která má jazýček 10–17 mm dlouhý a výrazně ve špici protažený. Ostřice liščí patří mezi stejnoklasé ostřice, všechny klásky vypadají víceméně stejně a obsahují samčí a samičí květy. V dolní části klásku jsou samičí květy, v horní samčí. Klásky jsou uspořádány do cca 3–7 cm dlouhého lichoklasu (klasu klásků), který obsahuje cca 5–10 klásků. Na bázi klásků jsou listeny, které jsou kratší než příslušný klásek. Okvětí chybí. V samčích květech jsou zpravidla 3 tyčinky. Čnělky jsou většinou 2. Plodem je mošnička, která je rezavě hnědá, kopinatá, papilózní a matná, cca 4–5 mm dlouhá, na hřbetě žilkovaná, na vrcholu zakončená křídlatým hrubě zubatým zobánkem. Každá mošnička je podepřená plevou, která je špičatá až osinatá, se zeleným kýlem. Kvete nejčastěji v květnu až v červnu. Počet chromozómů: 2n=68.

## Rozšíření
Ostřice liščí roste na vhodných místech v Evropě. Chybí na severu Skandinávie a na severu Ruska. Dále se vyskytuje na jižní Sibiři. V Severní Americe roste příbuzný druh Carex vupinoidea. Mapka rozšíření zde: .

## Rozšíření v Česku
V ČR se vyskytuje poměrně běžně od v nížinách a pahorkatinách, vzácněji až do podhůří. V některých oblastech je vzácná, třeba v Bílých Karpatech. Ostřice liščí nejčastěji roste na vlhkých až podmáčených loukách, v příkopech a na březích vod. Společenstvo s dominancí ostřice ličší: as. Caricetum vulpinae Noviński 1927.

## Příbuzné druhy
V ČR roste ještě příbuzný a na první pohled značně podobný druh ostřice Otrubova. Na většině území je ostřice liščí běžnější než ostřice Otrubova. Jsou však i výjimky, třeba v Bílých Karpatech je ostřice liščí vzácná, zatímco ostřice Otrubova běžná.